# Syndroom van Capgras
Het syndroom van Capgras of dubbelgangerswaan is een psychische aandoening die gezien kan worden als identificatiesyndroom, een vorm van agnosie waarbij mensen, dieren of voorwerpen wel normaal worden herkend, maar hun identiteit niet.
Het syndroom is genoemd naar de Franse psychiater Jean Marie Joseph Capgras, die de aandoening in 1923 in een gevalsstudie beschreef (L’illusion des ‘sosies’ dans un délire systématisé chronique).
Wie aan het syndroom lijdt, heeft het waanachtige idee dat partners, familieleden of bekenden niet echt zijn, maar vervangen zijn door dubbelgangers met hetzelfde uiterlijk en gedrag. Incidenteel ziet een capgraspatiënt zichzelf als dubbelganger. De meeste capgraspatiënten beschouwen de dubbelganger wel als een mens, maar soms menen ze dat de dubbelganger een robot of buitenaards wezen is.

## Psychiatrische factoren
Er zijn in eerste instantie geen hallucinaties en de patiënt ziet zelf het bizarre in van zijn gewaarwording, maar door de doorlopende overtuiging in een wereld van bedriegers te leven, kan de patiënt na verloop van tijd psychotische verschijnselen ontwikkelen. Bij vrouwen komt de aandoening ongeveer twee keer zo veel voor als bij mannen.
Het syndroom komt, onder andere, voor in comorbiditeit met schizofrenie, maar ook bij verschillende vormen van dementie, multiple sclerose, hersenbeschadiging, het gebruik van psychoactieve middelen of alcohol of een bipolaire stoornis met wanen. Gezien de comorbiditeit en overlappende verschijnselen van identificatiesyndromen is geopperd dat het syndroom beter als symptoom beschouwd kan worden.

## Neurocognitieve factoren
Recente studies benadrukken meer de neurologische en neurocognitieve factoren bij het ontstaan van het syndroom.

### Ellis en Young
Er is bewijs dat de capgraswaan te maken heeft met een verstoring van de emotionele beleving van bekende gezichten. De neuropsychologen Hadyn Ellis en Andy Young menen dat bij het herkennen van gezichten twee aspecten een rol spelen, een emotioneel en een cognitief aspect. Bij verstoring van het cognitief aspect treedt een stoornis op die bekendstaat als gezichtsblindheid of prosopagnosie. Deze stoornis treedt vaak op bij beschadiging van de secundaire visuele gebieden in de temporale kwab. Het blijkt echter dat bij deze patiënten soms nog wel sprake is van een onbewuste (of impliciete) herkenning van het gezicht in de vorm van een huidgeleidingsreactie. Mogelijk is dit een aanwijzing dat bij hen de emotionele verwerking nog wel intact is. Volgens Ellis en Young is nu bij de capgraswaan precies het omgekeerde aan de hand: de patiënt heeft geen impliciete (emotionele), maar wel expliciete bewuste beleving van het gezicht.

### Ramachandran en Hirstein
William Hirstein en Vilayanur Ramachandran menen dat het bij de capgraswaan vooral gaat om verstoring van de specifieke emoties die het gezicht van een vertrouwd persoon oproept. De patiënten kunnen namelijk wel 'voelen', en ook een bekend gezicht herkennen. Mogelijk is er dus sprake van een beschadiging van verbindingen tussen emotiegebieden in de hersenen (zoals de amygdala) en geheugengebieden in de temporale kwab waar hogere gezichtsrepresentaties zijn opgeslagen. Hirstein onderscheidt daarbij twee geheugenaspecten: een expliciet of uiterlijke aspect (geluid, visuele kenmerken e.d) en een impliciet of innerlijk aspect (hoe iemand zich gedraagt, zijn karakter en opvattingen). Vooral deze innerlijke component die verbonden is met de gyrus temporalis inferior in de temporale kwab is verantwoordelijk voor de emotionele beleving. Als deze beschadigd of ontoegankelijk is, ontbreekt dus ook de emotionele reactie. Deze verklaring legt dus meer nadruk op het episodisch geheugen als bron van het capgras-syndroom.

## Capgras in populaire cultuur
In Richard Powers' boek 'De Echomaker' lijdt het hoofdpersonage aan dit syndroom als gevolg van een dramatisch auto-ongeval. Hij beschouwt zijn zus als een kwaadwillige dubbelgangster.
In een aflevering van de NBC-serie New Amsterdam herkent een moeder haar zoon niet meer en wijst hem de deur.
In de zesde aflevering van het tweede seizoen van de Amerikaanse serie The Resident komt het syndroom ook voor bij een patiënt die lijdt aan verschrikkelijke nachtmerries en haar dokter niet meer herkend.